# 2007年6月臺灣
| << | 2007年6月 （民國96年） | >> |    |    |    |    |
| \| 日 \| 一 \| 二 \| 三 \| 四 \| 五 \| 六 \| \| \| \| \| \| \| 1 \| 2 \| \| 3 \| 4 \| 5 \| 6 \| 7 \| 8 \| 9 \| \| 10 \| 11 \| 12 \| 13 \| 14 \| 15 \| 16 \| \| 17 \| 18 \| 19 \| 20 \| 21 \| 22 \| 23 \| \| 24 \| 25 \| 26 \| 27 \| 28 \| 29 \| 30 \| \| \| \| \| \| \| \| \| |                        |    |    |    |    |    |
| 臺灣新聞動態／維基新聞 |                        |    |    |    |    |    |
| 世界／中国大陆／臺灣 |                        |    |    |    |    |    |
| 日 | 一                     | 二 | 三 | 四 | 五 | 六 |
| |                        |    |    |    | 1  | 2  |
| 3 | 4                      | 5  | 6  | 7  | 8  | 9  |
| 10 | 11                     | 12 | 13 | 14 | 15 | 16 |
| 17 | 18                     | 19 | 20 | 21 | 22 | 23 |
| 24 | 25                     | 26 | 27 | 28 | 29 | 30 |
| |                        |    |    |    |    |    |

## 2007年6月
- 6月2日，旅美棒球選手郭泓志本季首度登板先發出戰匹茲堡海盜隊，主投4.2局，被擊出5支安打失3分，終場道奇1:3不敵海盜，郭泓志吞下本季首敗。
- 6月5日，高雄市左營區一家洗衣店疑遭投擲汽油彈縱火，造成四人死亡、兩人重傷。
- 6月5日，受梅雨鋒面滯留影響，北台灣各地入夜出現豪大雨，造成社子島、蘆洲、五股、林口等地傳出淹水災情。中央氣象局持續對西半部、東北部、東部地區發出豪雨特報。
- 6月6日，歌手林曉培清晨無照酒駕於台北市南京東路與東興路口撞上騎車上班的林姓護士，林姓護士因顱內大量出血送醫不治，台北地方法院諭令新台幣10萬元交保候傳。
- 6月6日，行政院宣布，每月基本工資自2007年7月1日起由新台幣15,840元調漲為17,280元，調幅9.09%，最低時薪則由66元調漲為95元。
- 6月8日，世界最大客機空中巴士A380首度來台降落於台灣桃園國際機場。
- 6月7日，中華民國外交部上午九時舉行記者會，宣布中華民國（台灣）即日起與哥斯大黎加斷交，中止一切合作計畫。外交部長黃志芳宣布請辭負責。
- 6月8日，基隆市麥金路上午七時許發生坍方，造成三死四傷。
- 6月8日，台灣高鐵列車共計九列次因列車振動偵測器異常及苗栗路段邊坡滑動，發生33分鐘以上的嚴重誤點，其中兩列次誤點超過90分鐘，台灣高鐵決定誤點超過60分鐘以上列次全額退費。
- 6月8日，中台灣以北雨勢鎮日不斷，造成臺中市、豐原、太平市、大雅、清水、沙鹿、梧棲等地紛傳淹水災情，清泉崗機場附近一處營區圍牆倒塌，多條山區道路因落石坍方或溪水暴漲中斷。
- 6月11日，甫自南英商工畢業的林哲瑄正式加盟美國職棒大聯盟波士頓紅襪隊，成為該隊第四位來自台灣的球員。
- 6月11日，基隆地檢署偵辦公務員以國民旅遊卡非法盜刷換取現金案，大規模傳喚數百名涉案公務員到案，大多數公務員坦承非法盜刷，估計全國有逾2500名公務員涉案。
- 6月12日，《農漁會法》部分條文修正覆議案於立法院進行記名表決，結果以96票贊成、115票反對遭到否決。
- 6月12日，旅美棒球選手王建民、郭泓志首次同日先發，王建民以主投7局、6安打、失1分的表現率領洋基以4:1擊敗響尾蛇，獲得個人本季第6勝；郭泓志主投7局、5安打、失1分，且擊出台灣球員於大聯盟的首支全壘打，率領道奇以4:1擊敗大都會，獲得個人本季首勝。
- 6月14日，衛生署公佈2006年台灣十大死因排行，癌症連續25年蟬連榜首，十大死因中除自殺外的死亡率均呈下降趨勢。全體國民平均壽命77.5歲，男性平均壽命74.57歲、女性平均壽命80.81歲，均呈增加趨勢。
- 6月15日，延宕近半年之久的96年度中央政府總預算案晚間三讀通過，歲入部份刪減246億元，歲出部分刪減344億元，P-3C反潛機、愛國者飛彈二型升級、潛艦先期評估預算通過，愛國者飛彈三型預算遭全數刪除。
- 6月15日，2006年高雄市長選舉選舉訴訟，高雄地方法院一審宣判陳菊當選無效，選舉無效之訴駁回，陳菊陣營表示上訴到底。

- 6月15日，司法院大法官做出第627號解釋文，認定總統享有國家機密特權，並強調總統依憲法第52條規定享有刑事豁免權，不得拋棄。
- 6月15日，台灣鐵路管理局3902次試運轉列車因列車防護系統（ATP）故障及司機員冒進號誌，與2719次區間車在宜蘭線大里車站南端發生邊撞，造成5死15傷，東部幹線全面中斷，晚間11時恢復單線通車。
- 6月16日，第18屆金曲獎舉行頒獎典禮，最佳國語男女歌手李玖哲、蔡依林，最佳國語專輯《Wake Up》，最佳台語男女演唱人施文彬、謝金燕，最佳年度歌曲《今天妳要嫁給我》，觀眾票選最受歡迎男女歌手羅志祥、蔡依林。已故音樂人張弘毅、馬兆駿分別獲頒特別貢獻獎、文化傳播專業獎章。
- 6月17日， 台灣高等法院裁定台北地檢署抗告成功，駁回東森集團總裁王令麟以新台幣1億元交保之裁定，台北地方法院重新以有串證及湮滅證據之虞，裁定收押禁見。

- 6月21日，白米炸彈犯楊儒門獲得總統陳水扁特赦，結束一年五個月的牢獄生活。
- 6月23日，國民黨2008年總統大選參選人馬英九於上午召開記者會，正式宣佈副手搭檔人選，由前行政院長蕭萬長出任副手。馬英九強調，之所以做出這個決定，主要是考量蕭萬長的四項特色：「經驗豐富」、「貢獻卓著」、「不分黨派」、「新意不斷」。[1]
- 6月23日，美國政府表示，美國不反對台灣就內政議題舉行公投，但「以台灣名義加入聯合國」公投涉及片面改變現狀，所以美國反對。[2]

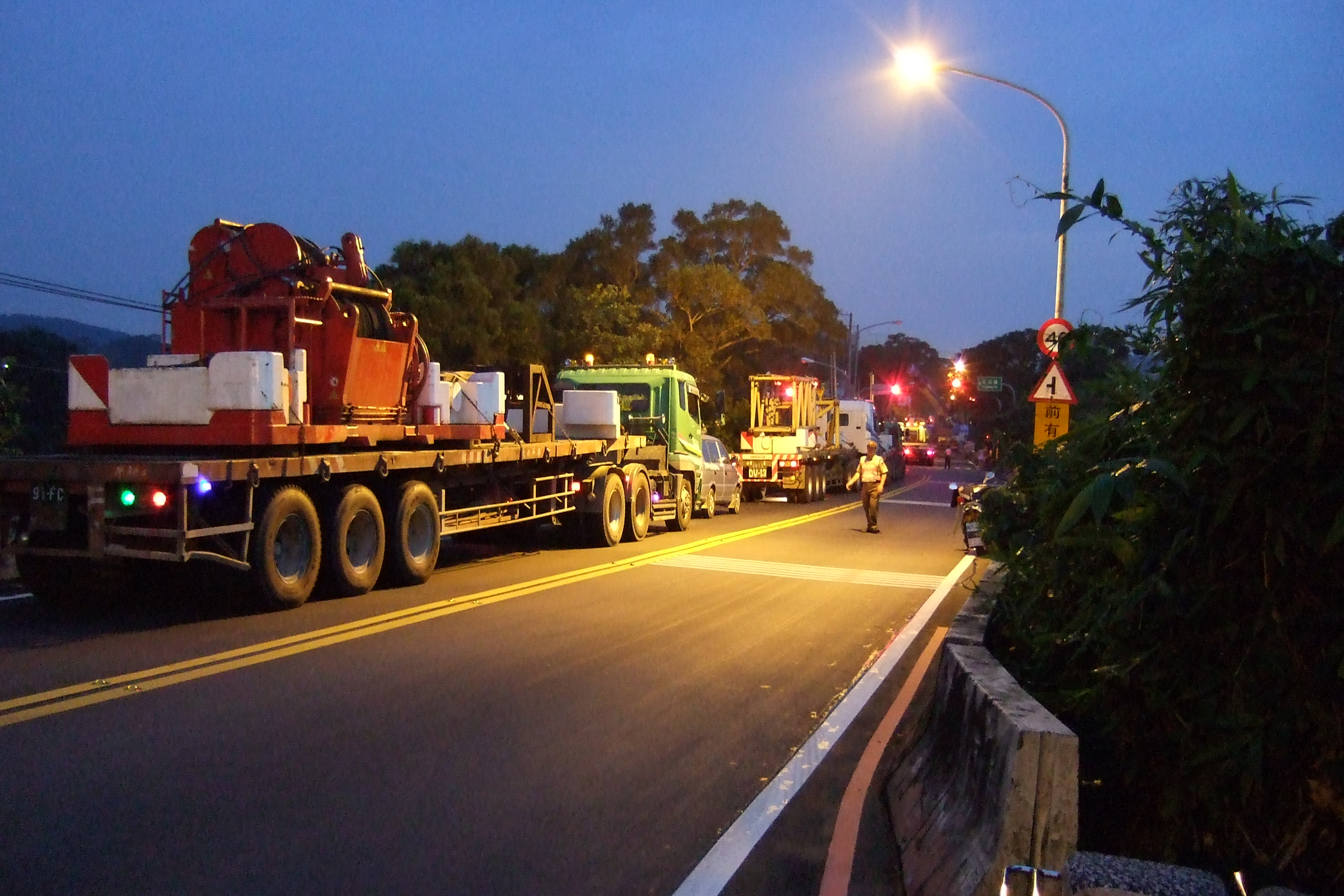
2007年陽明山遊覽車事故次日晚間19時的仰德大道與永公路口現場情況。

- 6月24日，陽明山仰德大道發生遊覽車疑似煞車失靈撞上小轎車後翻落山谷的嚴重車禍，造成8人死亡，25人輕重傷。[3]
- 6月24日，台北市警方與槍殺台北縣議員吳善九的嫌犯藍家偉，於台北市市民大道、華陰街口附近爆發激烈槍戰，藍家偉在無路可逃後舉槍自盡。
- 6月29日，纏訟16年的蘇建和案，台灣高等法院更審改判蘇建和、劉秉郎、莊林勳等三人死刑、褫奪公權終身，蘇建和及義務辯護律師團表示上訴到底。
- 6月30日，香港政府與香港警方連續第三天在香港國際機場強行將持有合法香港簽證的台灣法輪功學員驅逐出境，當日人數總計近300人。